# Gračnica
Gračnica – wieś w Słowenii, w gminie Laško. W 2018 roku liczyła 38 mieszkańców.